# Ревю Європейського Союзу

Прапор Європи.

Розташування Європейського Союзу.

Наступний нарис надається як огляд і тематичний путівник по Європейському Союзу:
Європейський Союз (ЄС) є економічним і політичним союзом 27 держав-членів, розташованих переважно в Європі. Відданий регіональній інтеграції, ЄС був створений Маастрихтським договором 1 листопада 1993 року на основі вже існуючого Європейського економічного співтовариства. Приблизно з 445 мільйонів громадян, ЄС генерує приблизно 30 % частки (18,4 дол. США трильйонів у 2008 році) номінального валового світового продукту. ЄС має сім головних органів прийняття рішень, відомих як інституції Європейського Союзу, тоді як ухвалення законів і координація політики ЄС є роллю Ради Європейського Союзу, яка зараз збирається в десяти різних конфігураціях.

## Витоки
- Історія Європейського Союзу
  - Ідеї європейської єдності до 1945 року
  - Історія Європейського об'єднання вугілля та сталі (1945–57)
  - Історія Європейських Співтовариств (1958–72)
  - Історія Європейських Співтовариств (1973–93)
  - Історія Європейського Союзу (1993–2004)
  - Історія Європейського Союзу з 2004 року
- Розташування ЄС та його особливих територій Європейські спільноти
  - Європейська економічна спільнота

Розташування ЄС та його особливих територій

  - Європейська спільнота з вугілля та сталі
  - Європейська спільнота з атомної енергії
- Єдиний ринок, торговий блок і податок на додану вартість
- Субсидіарність
- Перегляньте договори нижче

## Ідентичність
- Символи Європи,
  - Прапор Європи
  - Гімн Європи
  - День Європи

## Конструкції
1. Члени
  - Держави-члени
    - Спеціальні території держав-членів

  - Вихід
  - Розширення
2. Інституції
  - Європейська комісія
  - Європейська рада
  - Європейський парламент
  - Рада Європейського Союзу
  - Суд Європейського Союзу
  - Європейський суд аудиторів
  - Європейський центральний банк
3. Інші органи
  - Комітет регіонів
  - Європейський соціально-економічний комітет
  - Європейська система центральних банків
  - Європейський інвестиційний банк
  - Європейський інвестиційний фонд
  - Агентства Європейського Союзу
  - Європейський омбудсмен
  - Європейська служба зовнішніх справ
4. Пов'язані організації
  - Європейська асоціація вільної торгівлі
  - Європейська економічна зона
  - Західноєвропейський союз (1954—2011)

## Право та політика

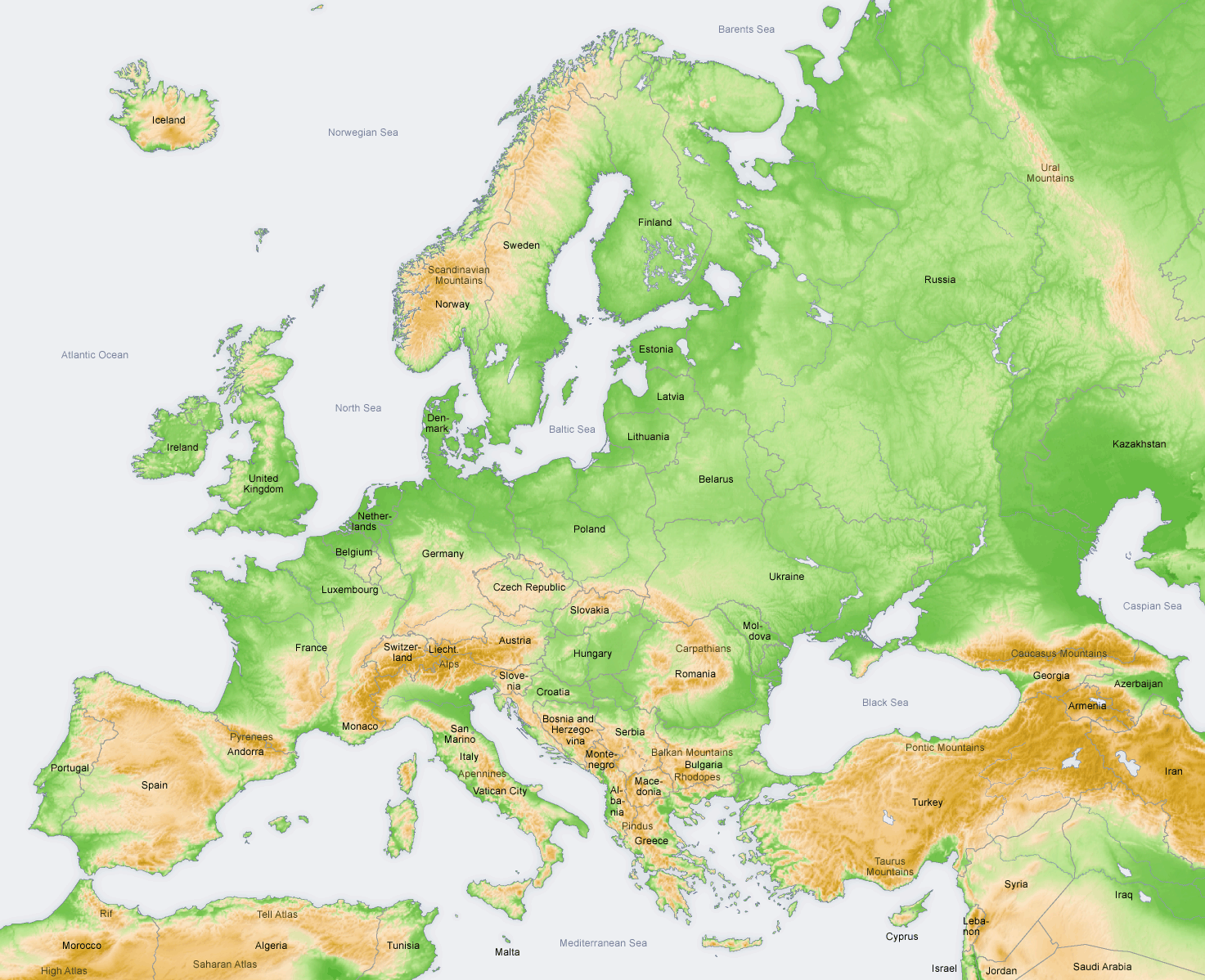
Топографічна карта Європи.

1. Договори Європейського Союзу — установчі договори та договори про внесення змін (первинне законодавство)
  - Паризький договір (1951)
  - Римські договори (1957)
  - Договір про злиття (1965)
  - Єдиний європейський акт (1986)
  - Маастрихтський договір (1992)
  - Амстердамський договір (1997)
  - Ніццький договір (2001)
  - Договір про приєднання (2003)
  - Договір про приєднання (2005)
  - Лісабонська угода (2007)
  - Договір про приєднання (2011)
  - Пов'язані документи
    - Шенгенська угода
    - Європейська конституція
    - Хартія основних прав Європейського Союзу
2. Сфери політики ЄС
  - Економічний і валютний союз Європейського Союзу (євро)
  - Європейська політична співпраця
  - Спільна аграрна політика
  - Спільна рибальська політика
  - Регіональна політика Європейського Союзу
  - Транс'європейські мережі
  - Енергія
3. Право Європейського Союзу
  - Acquis communautaire
  - Офіційний вісник Європейського Союзу
  - Антимонопольне законодавство
4. Форми підзаконного законодавства
  - Директива
  - Регламент
  - Рішення
  - Рекомендація
  - Думка
5. Тематика підзаконних актів
  - Авторське право
  - Трудове право
  - Право на торговельні марки[en]
  - Патентне право[en]
  - Право на промислові зразки[en]
  - Корпоративне право●
6. Директиви та нормативні акти вторинного законодавства:
  - Societas Europaea
  - Географічні позначення та традиційні продукти
  - Унітарний патент
  - Реєстрація, оцінка, дозвіл та обмеження хімічних речовин
  - Директива про забезпечення прав на інтелектуальну власність[en]
  - Директива про гармонізацію терміну охорони авторського права та деяких суміжних прав[en]
  - Директива про захист даних[en]

## Різне
- Економіка Європейського Союзу
- Європейська політика сусідства
- Статистика Європейського Союзу
- Євроскептицизм, єврофобія

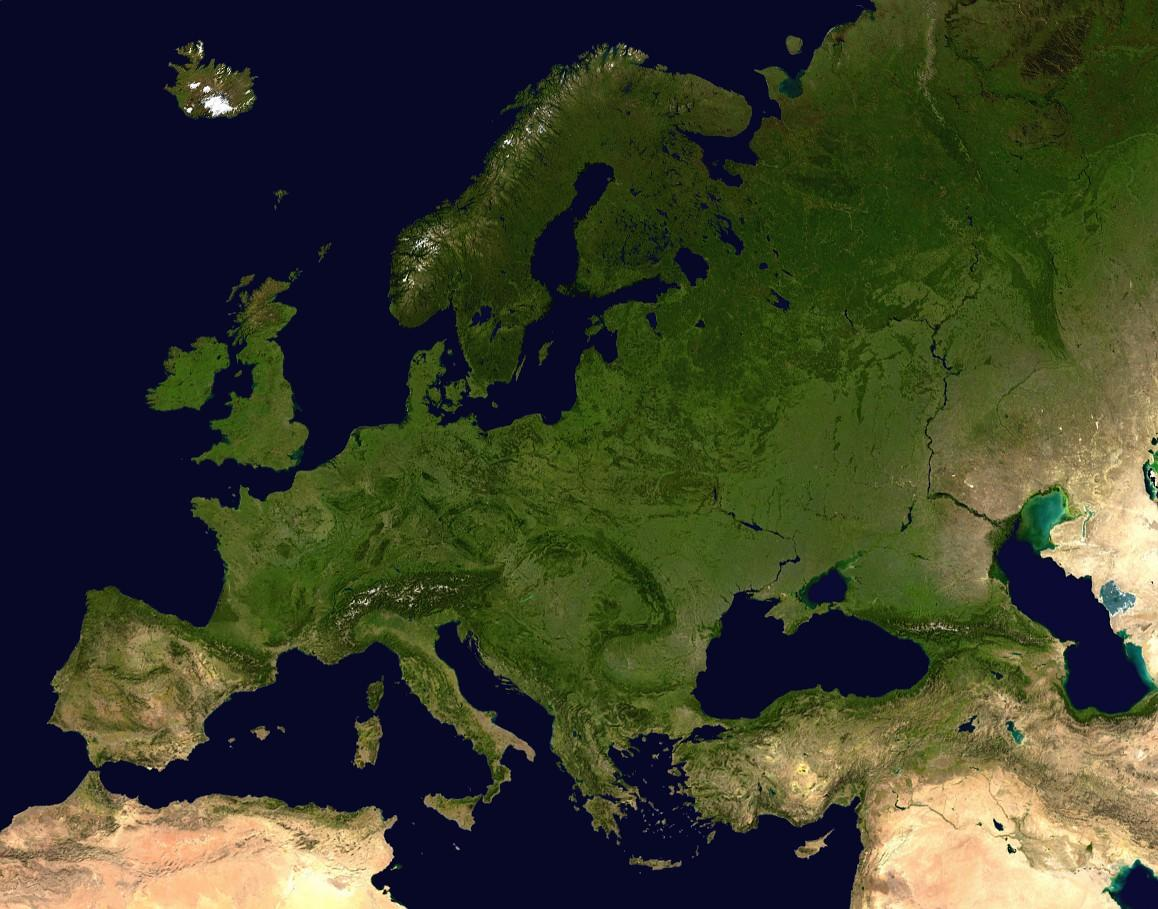
Комбінований супутниковий знімок Європи.

- Угода про асоціацію з Європейським Союзом
- Проєвропеїзм, єврофілія
- Список міст Європейського Союзу за чисельністю населення в межах міст
- Відносини Марокко — Європейський Союз
- Спортивна політика Європейського Союзу
- Сполучені Штати Європи
- Торгова війна
- Наддержавність
- Права ЛГБТК[en]